# Помин
«Помин» — український короткометражний фільм про продаж батьківського будинку у богом забутому місці. Сценарій фільму базується на за власному однойменному оповіданні Ірини Цілик.
Фільм брав участь у багатьох фестивалях в Україні та Світі.

## Синопсис
Продавати батьківський дім — справа непроста й болісна… Героїня фільму їде на старий хутір, аби завершити справи з продажу дідового будинку, і несподівано знаходить на цій території свого дитинства деякі відповіді на власні життєві питання.

## Актори
- Тома Вашкевічюте;
- Геннадій Попенко;
- Олександр Ігнатуша;
- Ніна Набока;
- Іва Могильник.

## Знімальна команда
- Автор сценарію та режисер — Ірина Цілик,
- Оператор-постановник — Олена Чеховська,
- Композитор — Антон Байбаков,
- Художник-постановник — Марія Кобилецька,
- Звукорежисура — Марія Нестеренко, Антон Байбаков,
- Продюсер — Ігор Савиченко,
- Продакшн компанія — «Директорія кіно»[2].

## Участь і нагороди у фестивалях
- February 2013 — перший публічний показ в «Berlinale 2013» (Німеччина).
- «Kinolitopys» IFF (Україна). Премія — «Найкращий ігровий фільм.»
- «ONE SHOT» IFF (Вірменія).
- «FEST» IFF (Португалія).
- «Festival of festivals» IFF (Росія).
- «Odessa International Film Festival» (Україна).
- «Wiz-Art» IFF (Україна).
- «ONE Country ONE Film» IFF (Україна).
- Diploma of the Andrey and Arseniy Tarkovsky Award (Україна).
- «19th International Short Film Festival in Drama» (Греція).
- «Naoussa International Film Festival» (Греція).
- «20th Women Make Waves Film Festival (WMWFF)» (Тайвань).
- «ARTKINO» IFF (Росія).
- «Romania International Film Festival» (Румунія).
- «10th Filmfest Eberswalde» (Німеччина).
- «30th Tehran International Short Film Festival» (Іран);
- «43th Molodist IFF» (Ukraine). Нагороди — «Приз екуменічного журі», «Спеціальний диплом в національному конкурсі».
- 34th European Short Film Festival of Villeurbanne (Франція)